# Ichneumon promissorius
Espèce
Ichneumon promissorius est une espèce d'insectes hyménoptères de la famille des Ichneumonidae.
Il est originaire d'Australie, y compris l'île Norfolk.
Il est long de 15 mm (sans la tarière pour la femelle).
Le corps est noir taché et rayé de blanc. Les longues antennes sont noires avec une bande blanche. Les pattes sont orangées. La femelle possède un ovipositeur plus long que son corps qui lui permet d'aller déposer ses œufs dans une pupe du genre Helicoverpa que la femelle repérera sous le sol et qui servira de nourriture aux larves. Le mâle n'a pas d'ovipositeur.
Il a été importé au Maryland pour s'attaquer à Helicoverpa zea, une noctuelle d'Amérique du Nord et centrale dont la chenille s'attaque à de nombreuses plantes cultivées (coton, tomate, maïs).

## Synonyme
- Pterocormus promissorius (Erichson, 1842)[2].